# Făgetul Dragomirna
Făgetul Dragomirna este o arie protejată de interes național ce corespunde categoriei a IV-a IUCN (rezervație naturală de tip forestier), situată în județul Suceava, pe teritoriul administrativ al comunei Mitocu Dragomirnei.

## Localizare
Aria naturală este situată în partea nord-estică a județului Suceava și cea nord-vestică a satului Dragomirna, între cursul râului Pătrăuțeanca și cel al văii Dragomirna.

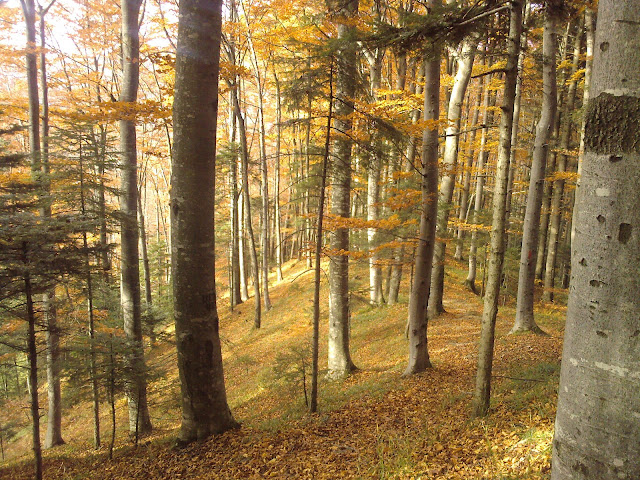
Pădure de fag în amestec cu specii de conifere

## Descriere
Rezervația naturală a fost declarată arie protejată prin Legea Nr.5 din 6 martie 2000 (privind aprobarea Planului de amenajare a teritoriului național - Secțiunea a III-a - zone protejate) și se întinde pe o suprafață de 134,80 hectare.
Rezervația Făgetul Dragomirna reprezintă o zonă de deal împădurită cu arboret pur de fag (Fagus sylvatica) (specie dominantă în proporție de 90 %, cu vârste cuprinse între 100 și 130 de ani), în asociere cu specii de paltin de munte (Acer pseudoplatanus), frasin (Fraxinus excelsior), molid (Picea abies), larice (Larix decidua) sau pin (Pinus sylvatica).